# هاسب ۷۲۴۰
سیارک ۷۲۴۰ (به انگلیسی: 7240 Hasebe، نامگذاری:1989YG) هفت هزار و دویست و چهلمین سیارک کشف شده‌است که در ۱۹ دسامبر ۱۹۸۹ کشف شد.